# Winchester 1200
Winchester model 1200 — помповое ружьё, разработанное компанией Winchester Repeating Arms Company совместно с Olin Corporation. Изготавливается в 12, 16 и 20 калибре.

## История
Winchester 1200 было разработано в качестве улучшенного варианта модели 12 (с уменьшенной массой за счет использования в конструкции деталей из алюминиевого сплава, более удобной последовательностью разборки и сборки, в конструкцию ударно-спускового механизма был введён разобщитель).
Серийное производство ружей под патрон 20-го калибра началось с 1965 года. Весной 1965 года ружья Winchester 1200 начали выпускать в модификации для спортивной стрельбы (с вентилируемой планкой над стволом и ложей типа Монте-Карло). Во втором полугодии 1966 года начался выпуск ружей под патрон .12/76 мм "магнум".
После массовых беспорядков 1966-1967 гг. в полицейских департаментах США начали увеличивать количество ружей, при этом закупавшиеся для полиции ружья Winchester 1200 с 1969 года могли дооснащать дульным гранатомётом (для отстрела холостым патроном гранат со слезоточивым газом на расстояние до 100 ярдов) и резиновым затыльником-амортизатором на прикладе (для смягчения отдачи).
В 1983 году модель 1200 сменилась Winchester 1300, когда компания US Repeating Arms Company стала производителем огнестрельного оружия Winchester. Производство модели 1300 прекратилось в 2006 году, когда USRAC обанкротился.

## Описание
Модель Winchester 1200 использует ручную перезарядку при помощи подвижного цевья (назад-вперед).
Запирание канала ствола осуществляется поворотным затвором с четырьмя боевыми упорами. Ствольная коробка выполнена из алюминиевого сплава, стволы легкосъемные и выпускаются в широком спектре вариантов и длин, со сменными чоками, либо со сверловкой типа цилиндр. Магазин трубчатый подствольный, заряжается через окно в нижней части ствольной коробки.
Ложа пластиковая или деревянная.
Приклад имеет резиновый затыльник-амортизатор.
Предохранитель ружья кнопочный, блокирует спусковой крючок при взведённом курке.
Военная версия Winchester 1200 для армии США оснащена вентилируемым кожухом ствола, креплением для стандартного штык-ножа M1917 и антабками для крепления стандартного ремня.

## Варианты
- Model 1200 - первая модель, спортивно-охотничье ружьё с четырехзарядным подствольным магазином и прикладом из орехового дерева (изначально изготавливалось под патроны 12 и 20 калибра)[2]
- Model 1200 Trap Gun - модификация Winchester 1200 для спортивной стрельбы (с 30-дюймовым стволом, вентилируемой планкой над стволом и ложей типа Монте-Карло)[6], выпускалось с весны 1965 года[3].
- Model 1200 Defender
- Model 1200 Police
- Model 1200 Marine
- Model 1200 Riot Shotgun - модификация с 20-дюймовым стволом для полиции США[5]
- Model 200
- Model 1200 Hunting

## Страны-эксплуатанты
- США — небольшое количество ружей было куплено для армии США в 1968 и 1969 годах (сняты с вооружения и заменены на Mossberg 500), также они использовались в ряде полицейских департаментов[5], частными охранными структурами и продаются в качестве гражданского оружия.